# 阿普维·昌德拉
阿普维·昌德拉（英語：Apurvi Chandela，1993年1月4日—）生于齋浦爾，是一名印度女子射击运动员，主攻步枪项目。她的父亲是一名旅馆老板。昌德拉在2008年看到印度国手阿比纳夫·宾德拉夺得奥运冠军后决心练习射击。2012年，她开始参加成年组比赛，并在全国射击锦标赛上夺得冠军。2014年，她获得了英联邦运动会女子10米空气步枪冠军。